# Кайдаш, Александр Викторович
Александр Викторович Кайдаш (укр. Олександр Вікторович Кайдаш; род. 30 мая 1976, Рубежное) — украинский легкоатлет, специалист по бегу на короткие дистанции. Выступал за сборную Украины по лёгкой атлетике в период 1998—2004 годов. Чемпион Европы в программе эстафеты, серебряный призёр Универсиады в Пекине, многократный чемпион украинского национального первенства, рекордсмен страны, участник летних Олимпийских игр в Сиднее. Заслуженный мастер спорта Украины.

## Биография
Александр Кайдаш родился 30 мая 1976 года в городе Рубежное Луганской области Украинской ССР. Проходил подготовку в харьковском спортивном обществе «Колос» под руководством тренера Е. Иванова.
В 1998 году вошёл в состав украинской национальной сборной и с этого момента выступал на крупнейших международных соревнованиях.
Благодаря череде удачных выступлений удостоился права защищать честь страны на летних Олимпийских играх 2000 года в Сиднее — стартовал здесь в индивидуальных забегах на 400 метров и в мужской эстафете 4 × 400 метров, но в обеих этих дисциплинах был далёк от попадания в число призёров.
В 2001 году завоевал серебряную медаль в эстафете 4 × 400 метров на летней Универсиаде в Пекине, бежал эстафету на чемпионате мира в Эдмонтоне.
Наибольшего успеха в своей спортивной карьере добился в сезоне 2002 года, когда одержал победу в мужской эстафете 4 × 100 метров на чемпионате Европы в Мюнхене — при этом его партнёрами были Константин Рурак, Анатолий Довгаль и Константин Васюков.
Принимал участие в мировом первенстве 2003 года в Париже, где так же состоял в эстафетной команде 4 × 100 метров.
Рассматривался в качестве кандидата на участие в Олимпийских играх в Афинах, однако в 2004 году сдал положительную допинг-пробу, был дисквалифицирован сроком на два года и на этом вынужден был завершить свою спортивную карьеру.
За выдающиеся спортивные достижения удостоен почётного звания «Заслуженный мастер спорта Украины» (2007).
Имеет высшее образование, в 2002 году окончил Харьковский политехнический институт.